# Transcendence (Album)
Transcendence ist das zweite Album der Heavy-Metal-Band Crimson Glory. Es erschien 1988 und wird weithin als das typischste und ausgereifteste Album der Band angesehen.

## Titelliste
1. Lady of Winter – 3:59
2. Red Sharks – 4:48
3. Painted Skies – 5:14
4. Masque of the Red Death – 4:12
5. In Dark Places – 6:59
6. Where Dragons Rule – 5:04
7. Lonely – 5:17
8. Burning Bridges – 6:30
9. Eternal World – 3:51
10. Transcendence – 4:30

## Produktion
Transcendence wurde in den Morrisound Recording Studios in Tampa, Florida, aufgenommen und von Jim und Tom Morris produziert. Letzterer beteiligte sich auch am Background-Chor. Assistierender Toningenieur war Scott Burns, der sich später als Death-Metal-Produzent einen Namen machte. Für die Produktion selbst zeichnete die ganze Band verantwortlich. Im Gegensatz zu dem etablierten, wuchtigen Sound des Heavy Metal der 1980er Jahre klang Transcendence sehr klar und transparent.
Das Gesamtkonzept des Albums wurde von Jon Drenning und Midnight entworfen, das Cover von Takashi Terada gestaltet.

## Veröffentlichungen
Transcendence erschien 1988 zeitgleich in Europa bei Roadrunner Records und in Nordamerika bei MCA.

### Singleauskoppelungen
- Lady of Winter (1988)

1. Lady of Winter
2. Eternal World
- Lonely (1988)

1. Lonely (Remix)
2. In Dark Places
3. Dream Dancer

### Neuauflagen
Das Album wurde im Jahr 2000 neu aufgelegt und enthielt einen Remix des Titels „Lonely“ als Bonustrack. 2008 erschien eine „Remastered“-Ausgabe, die zusätzlich den 1986 aufgenommenen Titel „Dream Dancer“ enthielt.

## Kritiken
Transcendence schloss sich nahtlos an sein Vorgängeralbum an, wobei es Crimson Glory gelang, ihr Profil als eigenständige Band zu schärfen. Hervorgehoben wurde vor allem das stimmige, bis ins Detail ausgearbeitete Konzept der Band. Die Kritiken fielen fast ausschließlich positiv aus, 20 Jahre nach der Veröffentlichung besteht weitgehend Einigkeit darüber, dass das Album ein Meilenstein in der Entwicklung des melodischen Power-Metal ist.

„Unjustly qualified as one of the '80s best American-made progressive metal albums, Crimson Glory's Transcendence is actually one of the decade's best pure metal albums by an American band, period.“

„Crimson Glorys Transcendence, zu Unrecht als "bestes amerikanisches Progressive-Metal-Album der 80er" bezeichnet, ist in Wahrheit eines der besten Metal-Alben des Jahrzehnts von einer amerikanischen Band. Punkt.“

„Selten zuvor bildeten Cover, Texte, Musik und Image eine derart geschlossene Einheit...“

„Erstaunlich, wie es CRIMSON GLORY trotz aller - fraglos vorhandenen - poetischen und mystischen Verklärung dennoch gelang, jederzeit und durch und durch nach einer Heavy Metal-Band zu klingen.“

„...a classic, mandatory album... One of the best Melodic Metal albums of the 80s(...), and a landmark that has inspired countless other bands.“

„...ein klassisches, obligatorisches Album... Eines der besten Melodic Metal Alben der 80er (...) und ein Meilenstein, der unzählige andere Bands inspirierte.“

Der präsente Sound des Albums, der sich von den gängigen Heavy-Metal-Produktionen deutlich unterschied, wurde von der Kritik vereinzelt negativ bewertet. Besonders der Klang des Schlagzeugs wurde als zu technisch und roboterhaft bezeichnet.

„If there is one issue that I have with this recording it is that I absolutely believe the percussion is mostly performed (if not completely) by machine and not Dana Burnell (...) if you listen objectively to "Masque of the Red Death" it is painfully obvious.“

„Wenn ich ein Problem mit dieser Aufnahme habe, dann ist es, daß ich absolut glaube, das Schlagzeug wurde überwiegend (wenn nicht ganz) von einer Maschine und nicht von Dana Burnell gespielt (...) Wenn man sich Masque of the Red Death objektiv anhört, ist das schmerzhaft offensichtlich.“